# Vicia monardi
Vicia monardi är en ärtväxtart som beskrevs av Pierre Edmond Boissier och Georges François Reuter. Vicia monardi ingår i släktet vickrar, och familjen ärtväxter. Inga underarter finns listade i Catalogue of Life.